# Pál Lázár
Pál Lázár (Debrecen, 11 marzo 1988) è un calciatore ungherese, difensore del Fóti SE.